# Caulanthus glaucus
Caulanthus glaucus är en korsblommig växtart som beskrevs av Sereno Watson. Caulanthus glaucus ingår i släktet Caulanthus och familjen korsblommiga växter. Inga underarter finns listade i Catalogue of Life.